# Thomas Thomassen
Thomas Thomassen (Tønsberg, 19 de noviembre de 1878 - 7 de enero de 1962) fue un actor, director y gerente de teatro noruego.

## Biografía
Thomassen nació en Tønsberg, Noruega. Era hijo de Thomas Marthinius Thomassen (1845–1925) y Laura Christine Thoresen (1847–1931). Debutó en el escenario en el año 1900 en el Centralteatret. Se desempeñó como director del teatro Stavanger Faste Scene desde 1918 hasta 1921, y del Den Nationale Scene en Bergen desde 1925 hasta 1931.
Presidió la Asociación de Actores Noruegos desde 1915 hasta 1918 y nuevamente desde 1924 hasta 1925.
En 1904, se casó con Ingebjørg Klafstad (1878–1961). Fue el padre del actor y director Knut Thomassen (1921–2002).